# Magnum Crimen
Magnum Crimen: Pola vijeka klerikalizma u Hrvatskoj (lat.: Veliki zločin), jedna je od knjiga koje je KPJ dala tiskati, a koje su poslužile Komunističkoj partiji Jugoslavije da bi prikazala svoje viđenje uloge rimokatoličke Crkve u Drugom svjetskom ratu i kao pokriće za represiju prema svećenicima. Ta knjiga, poduži (preko tisuću stranica) pamflet, izdana je u Zagrebu 1948. godine. Knjiga opisuje navodni utjecaj katoličke Crkve u Hrvatskoj te njenu navodnu spregu s ustaškim režimom. Autor knjige je hrvatski rimokatolički svećenik, a kasnije i profesor Univerziteta u Beogradu i član JAZU Viktor Novak.

## Okolnosti
U godinama nakon Drugoga svjetskog rata Katolička Crkva u Jugoslaviji je stigmatizirana kao nepoćudna. Njezini pripadnici bili su optuživani za masovnu suradnju s ustašama. Mnogi katolički svećenici po svršetku rata bivaju bez suđenja ubijani. Nastala je brojna propagandna literatura koja (uz prešutan blagoslov Komunističke partije) nastoji ocrniti Crkvu. Alojzije Stepinac bio je osuđen za suradnju s ustašama. U takvim okolnostima Viktor Novak piše Magnum Crimen. U uvodu knjige, Novak piše da je više od četrdeset godina potrošio na skupljanje materijala koje će kasnije sveučilišni student, pa student teološkog seminara u Rimu, te sveučilišni profesor u Beogradu. Njegova ideja vodilja nije bila samo napisati ovu knjigu, nego trilogiju čija će, kasnije, prva dva dijela biti Magnum tempus i Magnum sacerdos.
Magnum Crimen je Viktor Novak koristio obilno prepisujući iz neobjavljenog rukopisa Đure Vilovića, tadašnjeg robijaša i ranijeg propagandiste u glavnom štabu četničkog vođe Draže Mihailovića  (Viktor Novak nije navodio odakle prepisuje; knjiga Đure Vilovića je objavljena tek 2009. godine).

## Izdanja i kritike
Kada je prvo izdanje knjige izašlo 1948. godine u Zagrebu, veliki dio naklade je navodno nestao. Novak je za to krivio Rimokatoličku crkvu. Međutim će sredinom 1980.-ih knjiga imati još nekoliko izdanja, u Beogradu.
Knjiga Magnum Crimen za razdoblje NDH obilato koristi dokumentaciju objavljenu u zbirkama "Dokumenti o protunarodnom radu i zločinima jednog dijela katoličkog klera" (Zagreb, 1946.) i "Suđenje Lisaku, Stepincu, Šaliću i družini, ustaško-križarskim zločincima i njihovim pomagačima" (Zagreb, 1946.)

Marcel Cornis-Pope i John Neubauer tvrde da je knjiga naručena da bi poduprla Titove poslijeratne inscenirane sudske procese. Ipak, ova dva autora pišu da knjiga bogato dokumentira ustaške zločine tokom rata u tri logora smrti i druga nasilja protiv Srba, Roma i Židova.  Britanski novinar Robin Harris podupire ova dva autora i tvrdi da je Novakova teorija hrvatskog klero-fašizma bazirana na procjenama zločina, i motivirana političkim razlozima.
Knjiga ima šest neskraćenih izdanja i jedno skraćeno. U predvečerje Domovinskog rata beogradska izdavačka kuća "Nova knjiga" izdala je ovu knjigu 1986. godine (s reprintom 1989. godine), uz predgovor visokopozicioniranog hrvatskog komunista Jakova Blaževića. Posljednje neskraćeno izdanje ove knjige izdala je beogradska izdavačka kuća Catena Mundi 2015. godine

## Vanjske poveznice
Magnum Crimen - online pdf kopija na Scribdu
Magnum Crimen - online pdf kopija na library.nu  Arhivirana inačica izvorne stranice od 19. prosinca 2017. (Wayback Machine)